# Cerro Rosa
Le cerro Rosa est un sommet de la cordillère Centrale sur l'île de Porto Rico.

## Géographie
Le cerro Rosa se trouve à la jonction des territoires des municipalités de Ciales et de Jayuya au centre de l'île. Troisième plus haut sommet de l'île, il s'élève à une altitude de 1 267 mètres.